# 儲純臣
儲純臣（1546年—？），字以忠，號樊桐，南直隶蘇州府吴江縣人。明朝政治人物、進士出身。乙卯（官年）十一月十一日生。

## 生平
万历元年（1573年）癸酉科應天鄉試舉人，萬曆十七年（1589年）己丑科三甲二百六十五名進士，工部觀政，二十年十月授行人司行人，二十一年二月丁憂。二十六年補原职，行取爲南京兵科给事中，三十年巡视京营，三十一年巡视庫藏，三十二年巡视京营，署吏科，主京察，三十三年南京考察時被吏部考功郎中徐必達弹劾其接受贿赂事，以不及降调，贬浙江嘉善县丞，升河南卫辉府推官，四十三年升南刑部主事，四十五年升郎中，四十八年升高州府知府。

## 家族
曾祖儲傑。祖父儲璞。父儲子相，生员。